# Kościół Najświętszej Maryi Panny Królowej Polski w Zahutyniu
Kościół Najświętszej Maryi Panny Królowej Polski w Zahutyniu – obiekt sakralny w miejscowości Zahutyń.
Kościół został zbudowany w 1956 w miejscu cerkwi greckokatolickiej zniszczonej w 1945. W świątyni znajduje się Obraz Matki Boskiej Szkaplerznej. Został on przeniesiony z kościoła Franciszkanów w Sanoku, gdzie do 1954 był umiejscowiony w lewym ołtarzu, gdzie w tym czasie umieszczono Obraz Matki Bożej Pocieszenia.
W przynależnej parafii Najświętszej Maryi Panny Królowej Polski posługują ojcowie oblaci.
Obok kościoła znajduje się cmentarz (większa część poniżej, od strony południowej) i mniejsza (powyżej, od strony północnej).